# Sergio Morettini
Sergio Raul Morettini (Buenos Aires, 12 de junho de 1961) é um cartunista e animador argentino radicado no Brasil, criador do personagem Mico Legal.
Sergio Morettini é um dos principais artistas do humor gráfico em atividade no Brasil, trabalha há mais de 25 anos no mercado brasileiro de histórias em quadrinhos, desenho animado e cartoon. Vencedor do Prêmio Angelo Agostini em 14 de fevereiro de 2009, pela AQC (Associação dos Quadrinistas e Cartunistas) como Mestre dos Quadrinhos Nacionais, e vencedor, em 2001, do Troféu HQ Mix pelo lançamento da revista infantil "Mico Legal", pela Editora Escala. É considerado o mais brasileiro dos cartunistas argentinos e reconhecido, no meio do humor gráfico, como sendo um dos desenhistas mais rápidos e prolíficos do mercado brasileiro.
Antes de chegar ao Brasil, Morettini trabalhou em estúdios de animação Hanna-Barbera na Argentina, no início dos anos 1980. Chegando a São Paulo, em 1984, rapidamente se adaptou ao idioma e começou a trabalhar no setor de feiras, no Anhembi. Nâo demorou para que seu tino para o desenho o levasse à publicidade e daí, para as editoras.
Morettini, como é conhecido no humor gráfico brasileiro, trabalhou durante os anos 1990 nos principais estúdios de quadrinhos em São Paulo  - Editora Globo principalmente, onde desenvolveu, texto e desenho para historietas e capas (mais de 1000 páginas por ele executadas) para Chaves e Chapolim, Xuxa, além de capas para Recruta Zero e Mandrake e Editora Abril, onde desenhou páginas para Senninha, Zé Carioca, Turma do Arrepio e Os Trapalhões, entre outras.
Os personagens da Turma do Mico Legal foram criados na década de 1980 por Sergio Morettini até que viessem à tona na forma dos gibis (em 2001) e tiras cômicas que o premiaram com o Troféu HQ Mix. Trata-se de um núcleo de personagens residentes na Mata Atlântica, e vivem aventuras cômicas bem brasileiras, repletas de referências culturais bastante populares, como a programas de TV ou filmes americanos, sempre em tom de absoluta paródia.
O personagem central, Mico Legal, é um macaquinho namorador, esperto e bem humorado, dono de uma sorte muito grande, pois se envolve facilmente em trapalhadas.  Um dos vilões principais da série é o divertido e azarado alienígena Chupa-Cabras. Há os impagáveis agentes da C.I.A. (Central de Inteligência Animal), Jaca e Tatuspião, que se metem invariavelmente em enrascadas, tomando sempre a linha de ônibus "Penha-Lapa" para sair da floresta ou voltar para ela.
Nas revistas "Mico Legal" também foram lançados os personagens Os Caipiras, dois matutos - uma anta e uma capivara, com todos os truques e brincadeiras tipicamente mineiras.
Os roteiros, desenhos (lápis) e arte-final das revistas "Mico Legal" são sempre de Sergio Morettini, e as cores por Alexandre Silva.
Trabalhou, em 2005, para a Editora Globo, onde fez desenho e arte-final para O Menino Maluquinho e Julieta, além de livros especiais para os personagens de Ziraldo.
Juntamente com os cartunistas JAL (José Alberto Lovetro), no texto, e Gualberto Costa, nas cores, Sergio Morettini deu vida em desenho e arte-final a mais de 420 tiras cômicas do clássico personagem de humor brasileiro O Amigo da Onça, criação de Péricles, sob autorização da fámília do cartunista falecido, para jornais como a "Folha da Tarde" e a revista "Bolas", da área esportiva.
O cartunista também tem trabalhado em publicidade, merchandising e materiais institucionais desde a década de 1980, fazendo animações para diversos clientes (Tok&Stok, o Metrô de São Paulo, Serasa, Danone, entre outros) e agências de propaganda, bem como em material editorial ("Família Poupe" em quadrinhos, de 2006, para o Citibank, e o desenvolvimento de revistas de passatempos e cartilhas, além de ilustrações para livros didáticos e não-didáticos).
Morettini tem atuado há vários anos como jurado na categoria de Desenho de Humor no Mapa Cultural Paulista (da Secretaria de Estado da Cultura de São Paulo) desde 1998.
Em 2008, o site Caragiale, da Romênia, prestou a ele uma homenagem graças às centenas de caricaturas de personalidades romenas que o artista executou sob encomenda do site, promovendo uma exposição própria e itinerante por várias cidades do País, incluindo a capital, Bucareste.
É também caricaturista e roteirista de histórias-em-quadrinhos.
Em 2011, ilustrou uma versão em quadrinhos no estilo mangá do personagem Didi Mocó de Renato Aragão em Os Trapalhões e sua filha Lili (Lívian Aragão) publicadas na revista Didi & Lili - Geração Mangá, também idealizada por Franco de Rosa.

O artista, que é especializado em todas as áreas da animação 2D (do planejamento à animação propriamente dita, da intervalação ao desenho de cenários) trabalhou, entre outros, em estúdios de desenho animado como a Start Filmes, de Walbercy Ribas, onde animou para o longa-metragem O Grilo Feliz e a HGN Produções, de Haroldo Guimarães Neto, onde fez planejamento, animação e clean-up para as séries televisivas Aladdin e A Turma do Pateta, produções locais para a Walt Disney Company.
Em animação, contribuiu como animador para a abertura (em desenho 2D) do Xou da Xuxa, da TV Globo, bem como de cenas animadas para o longa-metragem A Princesa Xuxa e os Trapalhões.
Sergio Morettini teve também passagens pelos estúdios Briquet Filmes, Daniel Messias, Ely Barbosa e Sketch Filmes.

## Premiações
- 2001 - Troféu HQ Mix de Melhor Lançamento Infantil - revistas "Mico Legal"
- 2009 - Prêmio Angelo Agostini de Mestre dos Quadrinhos Nacionais (conferido pela AQC)
- 2009 - Prêmio de Excelência do International Festival Caragiale, Romênia (Strumica, ed. 2008)